# 波恩協議
波恩協議（德語：Vertrag von Bonn）是西法兰克国王查理三世与东法兰克国王亨利一世于921年11月7日签署的双边条约。签约仪式在波恩附近莱茵河中心的一艘船上举行，该条款正式确认两国边界及双方君主权威；承认亨利一世经德意志诸侯推选的合法性，以及查理三世通过洛林诸侯选举获得当地统治权的正当性，并采用了“东法兰克国王”（rex Francorum orientalium）与“西法兰克国王”（rex Francorum occidentalium）的称号，象征对加洛林王朝分裂现状的正式追认；

## 參看條目
- 13世紀以前條約列表